# 巴利冰川
81°22′S 159°12′E / 81.367°S 159.200°E
巴利冰川（英語：Bally Glacier）是南極洲的冰川，位於科茨地，屬於邱吉爾山脈的一部分，全長11公里，流經布利克山東部，最終注入喬達冰川，現時由南極條約體系管理。